# وفاة مايكل جاكسون
في 25 يونيو 2009 توفي المغني الأمريكي مايكل جاكسون بسبب تسمم حاد بالبروبوفول والبنزوديازيبين في منزله في نورث كارلوود درايف في حي هولمبي هيلز في لوس أنجلوس، كاليفورنيا.
قال طبيبه كونراد موراي إنه وجد جاكسون في غرفته لا يتنفس ويعاني من ضعف في النبض، وأجرى الإنعاش القلبي الرئوي (CPR) لكن دون جدوى، واتصل الأمن برقم 9-1-1 في الساعة 12:21 مساءً وعالج المسعفون جاكسون في مكان الحادث لكن أعلن وفاته في مركز رونالد ريغان الطبي بجامعة كاليفورنيا.
في 28 أغسطس 2009 خلص قسم الطب الشرعي في مقاطعة لوس أنجلوس إلى أن وفاة جاكسون كانت جريمة قتل، كان جاكسون قد تناول البروبوفول والبنزوديازيبينات المضادة للقلق لورازيبام وميدازولام من قبل طبيبه، أُدين موراي بالقتل غير العمد في نوفمبر 2011 وأفرج عنه في 2014بعد أن قضى عامين من عقوبة السجن لمدة أربع سنوات مع إجازة لحسن السلوك.
قبل وفاته كان جاكسون يستعد لسلسلة من حفلات العودة تحت اسم This Is It المقرر أن تبدأ في يوليو 2009 في لندن ولكنها لم تكتمل.
أثار موته ردود فعل في جميع أنحاء العالم، حيث أدى إلى ارتفاع غير مسبوق في حركة المرور على الإنترنت وارتفاع في مبيعات موسيقاه. وشاهد ما يقدر بنحو 2.5 مليار شخص على مستوى العالم حفل تأبين متلفز أقيم في مركز ستابلز في لوس أنجلوس. في عام 2010 وقعت شركة Sony Music Entertainment صفقة بقيمة 250 مليون دولار أمريكي مع ملكية جاكسون للاحتفاظ بحقوق التوزيع لتسجيلاته حتى عام 2017 ولإصدار سبعة ألبومات بعد وفاتها خلال العقد التالي.

## ظروف الوفاة

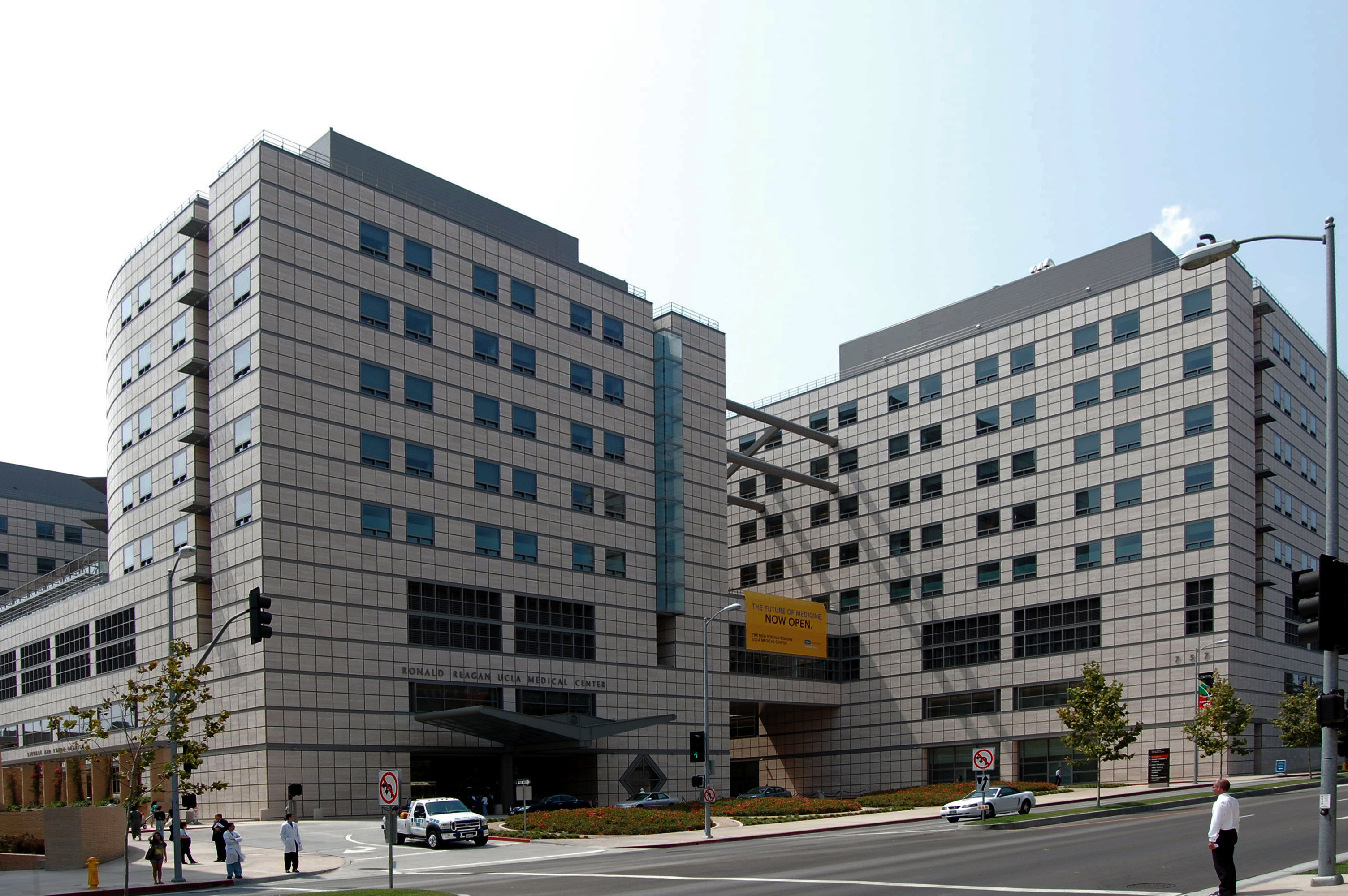
تم نقل جاكسون بواسطة سيارة إسعاف إلى مركز رونالد ريغان الطبي بجامعة كاليفورنيا في 25 يونيو حيث وصل الساعة 1:14 مساءً وأعلن وفاته في الساعة 2:26 مساءً

في وقت وفاته، كان مايكل جاكسون يستعد لسلسلة من حفلات العودة (This Is It) المقرر أن تبدأ في يوليو 2009 في O2 Arena بلندن، وفي 24 يونيو وصل جاكسون للتدريب في مركز ستابلز بلوس أنجلوس حوالي الساعة 6:30 مساءً وفقًا لـ إد ألونزو، اشتكى جاكسون مازحا من التهاب الحنجرة ولم يتدرب حتى الساعة 9 مساءً. ألونزو: «لقد بدا رائعًا ولديه طاقة كبيرة». ذهبت البروفة بعد منتصف الليل.
عاد جاكسون إلى منزله في حي Holmby Hills حوالي الساعة 12:30 صباحًا في صباح اليوم التالي وتقاعد إلى الفراش بعد ساعة واحدة. عانى جاكسون لفترة طويلة من الأرق، وكان له تاريخ من تعاطي المخدرات في محاولة لمساعدته على النوم. كان طبيب جاكسون كونراد موراي حاضرًا لمساعدة جاكسون على النوم وأعطاه العديد من الأدوية بما في ذلك الديازيبام وأتيفان ولورازيبام وميدازولام أثناء مراقبته بجانب سريره. بعد عدة ساعات وعدة حقن بالمخدرات، كان جاكسون لا يزال غير قادر على النوم، ووفقًا لموراي، كان يسأله مرارًا وتكرارًا عن «الحليب»، وهو مصطلح يطلق على البروبوفول المهدئ القوي، والذي استخدمه جاكسون في الماضي كمساعد على النوم. في الساعة 10:40 صباحًا، مع بقاء جاكسون غير نائم رضخ موراي عن طلباته وحقنه بـ 25 ملليغرام من البروبوفول المخفف باليدوكائين، مع نوم جاكسون أخيرًا شهد موراي أنه ترك سريره للذهاب إلى الحمام وبعد عودته بعد دقيقتين، اكتشف أن جاكسون لم يكن يتنفس وكان نبضه ضعيفًا.
شهد موراي أنه حاول إحياء جاكسون لمدة عشر دقائق تقريبًا عن طريق إجراء الإنعاش القلبي الرئوي وإعطاء دواء فلومازينيل، وهو دواء يستخدم لمواجهة جرعة زائدة من المسكنات، وبعد ذلك طلب المساعدة من الموظفين الموجودين في المنزل. وصفت التقارير بأن موراي استخدم تقنية غير قياسية للإنعاش القلبي الرئوي في جاكسون، تم إصدار تسجيل مكالمة الطوارئ في 26 يونيو، بعد يوم واحد من وفاة جاكسون، ووصفت موراي إجراء الإنعاش القلبي الرئوي على سرير، وليس على سطح صلب مثل الأرضية التي ستكون ممارسة صحيحة، قال موراي إنه وضع إحدى يديه تحت جاكسون واستخدم الأخرى لضغط الصدر، في حين أن الممارسة المعتادة هي استخدام كلتا يديه للضغط. المثير للجدل أن موراي لم يتصل برقم 911، مدعيا أنه تم إعاقته لعدم وجود هاتف أرضي في المنزل ولأنه لا يعرف عنوان المنزل بالضبط. اكتُشف لاحقًا أن موراي أجرى عدة مكالمات خاصة على هاتفه الخلوي في ساعة بعد اكتشاف ولاية جاكسون التي لم يبلغ سلطات إنفاذ القانون عنها. اتصل أحد حراس الأمن برقم 911 في الساعة 12:21 مساءً، أي بعد ساعة ونصف تقريبًا من اكتشاف جاكسون لأول مرة وهو لا يتنفس. وصل المسعفون إلى جاكسون في الساعة 12:26 مساءً ووجدوا أنه لا يتنفس ولا ينبض.
أجرى المسعفون الإنعاش القلبي الرئوي لمدة 42 دقيقة في المنزل. ذكر محامي موراي أن جاكسون أصيب بنبض عندما تم إخراجه من المنزل ووضعه في سيارة الإسعاف. وقدم مسؤول في LAFD رواية مختلفة، حيث ذكر أن المسعفين وجدوا جاكسون في «سكتة قلبية كاملة»، وأنهم لم يلاحظوا تغييرًا في وضعه في طريقه إلى المستشفى. نقلته LAFD إلى مركز رونالد ريغان الطبي بجامعة كاليفورنيا. وصلت سيارة الإسعاف إلى المستشفى قرابة الساعة 1:14 مساءً، وحاول فريق من العاملين الطبيين إنقاذه لأكثر من ساعة. لم ينجحوا، وأعلن وفاة جاكسون في الساعة 2:26 مساءً.

## تحقيق

### التشريح
تم نقل جثة جاكسون بطائرة هليكوبتر إلى مكاتب كورونور في مقاطعة لوس أنجلوس في لينكولن هايتس، حيث تم إجراء تشريح للجثة لمدة ثلاث ساعات في اليوم التالي (26 يونيو) نيابة عن محقق مقاطعة لوس أنجلوس من قبل كبير الفاحصين الطبيين لاكشمانان ساتيافاجيسواران. رتبت عائلة جاكسون لإجراء تشريح ثان للجثة، وهي ممارسة يمكن أن تسفر عن نتائج سريعة، وإن كانت محدودة. بعد اكتمال التشريح الأولي للجثة قال كريج هارفي كبير المحققين في مكتب الطبيب الشرعي إنه لا يوجد دليل على حدوث صدمة أو تلاعب.
في 28 أغسطس 2009 صنف قاضي التحقيق في مقاطعة لوس أنجلوس وفاة جاكسون كجريمة قتل، وحدد أن جاكسون مات من التسمم المركب بالعقاقير، مع كون أهم الأدوية هي البروبوفول المخدر ولورازيبام المزيل للقلق، والعقاقير الأقل أهمية الموجودة في جسد جاكسون، الميدازولام والديازيبام واليدوكائين والإيفيدرين. أبقى الطبيب الشرعي تقرير السموم الكامل خاصًا بناءً على طلب الشرطة والمدعي العام.
كشف تقرير تشريح الجثة أن جاكسون كان بصحة جيدة بالنسبة لعمره (50 عامًا) وأن قلبه كان قويًا، كانت أهم مشاكله الصحية هي أن رئتيه كانتا ملتهبتين بشكل مزمن لكن هذا لم يساهم في وفاته، كانت أعضائه الرئيسية الأخرى طبيعية ولم يكن مصابًا بتصلب الشرايين باستثناء بعض اللويحات المتراكمة الطفيفة في شرايين ساقه، ذكرت وكالة أسوشيتد برس أن وزنه كان في النطاق المقبول.

### تحقيق الجهات المعنية
تم التحقيق في وفاة جاكسون من قبل قسم شرطة لوس أنجلوس (LAPD) وإدارة مكافحة المخدرات (DEA). كان للوكالة الأخيرة سلطة التحقيق في القضايا التي تحميها سرية الطبيب والمريض مما يسمح لها بتتبع الأثر المعقد للأدوية الموصوفة التي تم توفيرها لجاكسون.
في 28 أغسطس / آب 2009 أعلنت دائرة شرطة لوس أنجلوس أن القضية ستحال إلى النيابة نظرًا لأن دائرة شرطة لوس أنجلوس لم تؤمن منزل جاكسون وسمحت لعائلة جاكسون بالوصول إليه أيضًا قبل العودة لإزالة بعض العناصر، فقد أثار القسم مخاوف بعض المراقبين من كسر سلسلة الحجز، لكن الشرطة أكدت أنها اتبعت البروتوكول،
أعلن المدعي العام لولاية كاليفورنيا جيري براون أن مكتبه كان يساعد شرطة لوس أنجلوس وإدارة مكافحة المخدرات في إنشاء قاعدة بيانات على مستوى الولاية لجميع الأطباء والوصفات الطبية المملوءة.
استدعت شرطة لوس أنجلوس السجلات الطبية من الأطباء الذين عالجوا جاكسون لكنها لم توجه تهم القتل ضد أولئك الذين زودوا جاكسون بالمخدرات.

### ادعاءات تعاطي المخدرات
قال مارك شافيل منتج الفيديو السابق لجاكسون إن المغني استخدم البروبوفول وألبرازولام (عامل مضاد للقلق) وسيرترالين (مضاد للاكتئاب)، وشملت الأدوية الأخرى أوميبرازول، هيدروكودون، باروكستين، كاريسوبرودول، وهيدرومورفون. وعثرت الشرطة بعد وفاته على عدة مخدرات في منزله من بينها عقار بروبوفول. بعض هذه الأدوية كانت تحمل ملصقات مكتوبة بأسماء مستعارة، والبعض الآخر كان غير مسمى. وثيقة شرطة عام 2004 أعدت لـ 2005 أثناء محاكمة جاكسون بشأن التحرش بالأطفال إن جاكسون كان يتناول ما يصل إلى 40 حبة ألبرازولام في الليلة. لم يتم العثور على ألبرازولام في مجرى دمه وقت الوفاة. صرح صديق جاكسون الدكتور AJ Farshchian أن جاكسون كان خائفًا من المخدرات.
يوجين أكسينوف طبيب مقيم في طوكيو عالج جاكسون وأطفاله في مناسبات قليلة وأعرب عن قلقه بشأن استخدام جاكسون للأدوية المختلفة. قال إن جاكسون طلب منبهات حتى يتمكن من اجتياز بعض العروض الصعبة، لكنه قال إنه رفض وصفها. وأشار إلى أن جاكسون يعاني من إرهاق مزمن وحمى وأرق وأعراض أخرى، وتناول كمية كبيرة من الأدوية. واشتبه في أن أحد العوامل الرئيسية التي تسبب هذه الأعراض هو الاستخدام المفرط للستيرويدات أو غيرها من أدوية تبييض البشرة.
زعمت جانيت جاكسون أن عائلة جاكسون حاولت التدخل في أوائل عام 2007 عندما كان جاكسون يعيش في لاس فيغاس، وزُعم أنها سافرت مع بعض أشقائها إلى منزله، لكن حراس الأمن أبعدوا عنهم أوامر بعدم السماح لهم بالدخول. كما ترددت شائعات أنه رفض مكالمات من والدته، ومع ذلك نفت الأسرة أنها حاولت التدخل.

### الفحوصات الطبية
ركزت إدارة مكافحة المخدرات على خمسة أطباء على الأقل وصفوا الأدوية لجاكسون في محاولة لتحديد ما إذا كانت لديهم علاقة «وجهاً لوجه» معه وما إذا كانوا قد قاموا بالتشخيصات المطلوبة قانونًا. وكان تسعة أطباء على الأقل قيد التحقيق. أرادت الشرطة استجواب 30 طبيبًا وممرضًا وصيدليًا، من بينهم أرنولد كلاين. قال كلاين إنه كان قد أعطى جاكسون بيثيدين من حين لآخر لتهدئته، لكنه لم يعطِ أي شيء أقوى، وأنه حول سجلاته إلى الفاحص الطبي.

## تقرير الوفاة

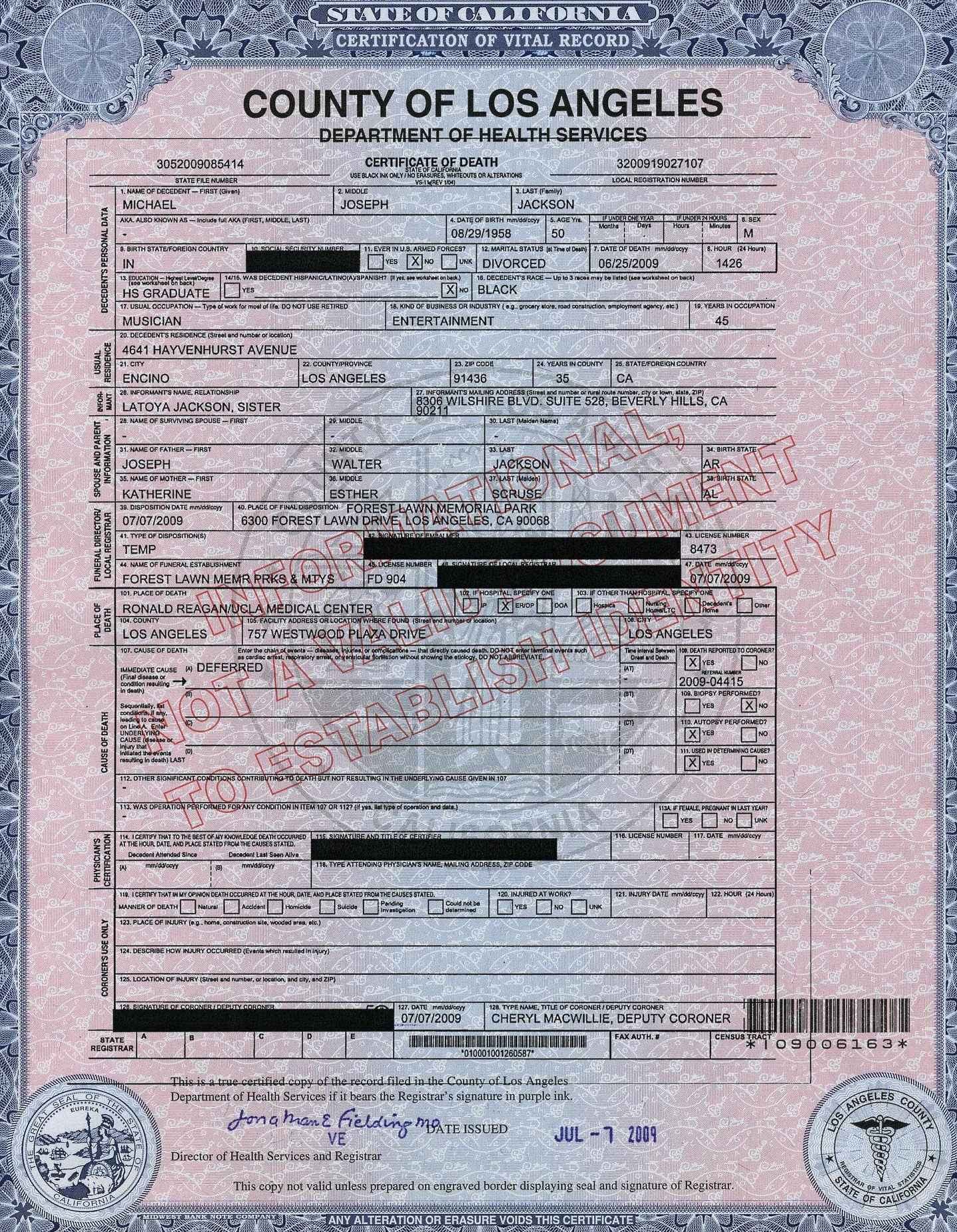
شهادة الوفاة الأولية لمايكل جاكسون قبل صدور تقارير السموم.

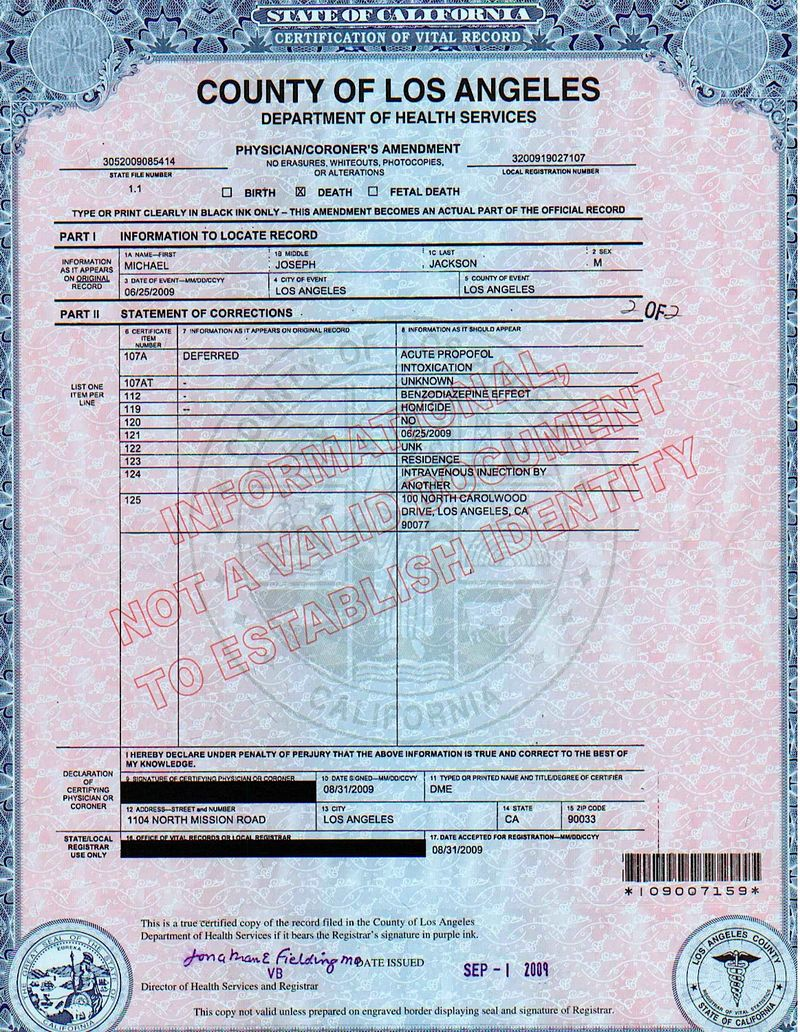
الاستمارة المعدلة الصادرة عن الطبيب الشرعي لشهادة وفاته، بعد توفر تقارير عن السموم، وتم تغيير السبب من التسمم "المؤجل" إلى "التسمم الحاد بالبروبوفول" وأضيف عبارة "القتل".

وقالت ستايسي براون كاتبة سيرة ذاتية إن جاكسون أصبح «ضعيفًا جدًا ونحيفًا تمامًا ونقص وزنه تمامًا»، وأن عائلته كانت قلقة بشأنه.
راندي تارابوريلي كاتب سيرة آخر قال إن جاكسون كان مدمنًا على المسكنات بشكل متقطع لعدة عقود. أكد أرنولد كلاين، طبيب الأمراض الجلدية في جاكسون، أن جاكسون أساء استخدام الأدوية الموصوفة، وأن كلاين شخّص جاكسون بالبهاق والذئبة. ومع ذلك قال كلاين إنه عندما رأى جاكسون في مكتبه قبل وفاته بثلاثة أيام، «كان في حالة بدنية جيدة جدًا. كان يرقص من أجل مرضاي. لقد كان مدركًا عقليًا للغاية عندما رأيناه وكان في مزاج جيد جدًا».

## الأوضاع القانونية

### العقارات والملكيات
تم تقديم وصية جاكسون الأخيرة من قبل المحامي جون برانكا في محكمة مقاطعة لوس أنجلوس في 1 يوليو 2009. تم التوقيع في 7 يوليو 2002، وتسمية برانكا والمحاسب جون ماكلين كمنفذين؛ تم تأكيدها على هذا النحو من قبل قاضي لوس أنجلوس في 6 يوليو 2009. يتم منح جميع الأصول إلى صندوق عائلة مايكل جاكسون (الموجود مسبقًا) (تم تعديله في 22 مارس 2002)، ولم يتم الإعلان عن تفاصيله. ذكرت وكالة أسوشيتد برس أنه في عام 2007، كان لدى جاكسون صافي ثروة قدرها 236.6 مليون دولار: 567.6 مليون دولار من الأصول، والتي تضمنت نيفرلاند رانش وحصته بنسبة 50% من كتالوج Sony / ATV Music Publishing، وديون قدرها 331 مليون دولار. تُمنح الوصاية على أطفاله الثلاثة إلى والدته كاثرين، أو إذا كانت غير قادرة أو غير راغبة في ذلك، للمغنية ديانا روس. سوف تخصص وصية جاكسون 20% من ثروته بالإضافة إلى 20% من الأموال المكتسبة بعد الوفاة إلى جمعيات خيرية غير محددة.
أشارت تقارير إعلامية إلى أن تسوية ملكية جاكسون قد تستمر لسنوات عديدة. يقدر Ryan Schinman، رئيس Platinum Rye، قيمة Sony / ATV Music Publishing بمبلغ 1.5 دولار أمريكي مليار. تقدير شينمان يجعل حصة جاكسون في Sony / ATV تساوي 750 دولارًا مليون دولار، كان من الممكن أن يحصل جاكسون منها على دخل سنوي قدره 80 دولارًا مليون. في سبتمبر 2016، تم الانتهاء من صفقة استحواذ Sony على حصة جاكسون في Sony / ATV من ملكية جاكسون مقابل 750 مليون دولار.

## ردود الأفعال

### التغطية الإعلامية والإنترنت
تم الإبلاغ عن وفاة جاكسون لأول مرة من قبل موقع أخبار المشاهير TMZ ومقره لوس أنجلوس. أعلن الأطباء في مركز رونالد ريغان الطبي بجامعة كاليفورنيا عن وفاة جاكسون في الساعة 2:26 مساءً، وأعلنت TMZ الوفاة بعد 18 دقيقة. وأكدت صحيفة لوس أنجلوس تايمز التقرير في الساعة 2:51 مساءً توقيت المحيط الهادئ الصيفي (5:51 مساءً بتوقيت شرق الولايات المتحدة). انتشرت الأخبار بسرعة عبر الإنترنت، مما تسبب في إبطاء مواقع الويب وتعطلها من التحميل الزائد على المستخدم. عانت TMZ و Los Angeles Times من انقطاعات في الخدمة. اعتقدت Google في البداية أن ملايين طلبات البحث تعني أن محرك البحث الخاص بها كان يتعرض لهجوم DDoS، ومنعت عمليات البحث المتعلقة بمايكل جاكسون لمدة 30 دقيقة. أبلغ موقع Twitter عن وقوع حادث، كما فعلت ويكيبيديا في 3:15 pm بتوقيت المحيط الهادئ (22:15 بالتوقيت العالمي المنسق). أبلغت مؤسسة ويكيميديا عن ما يقرب من مليون زائر لسيرة جاكسون في غضون ساعة واحدة، وربما يكون معظم الزوار في فترة ساعة واحدة لأي مقال في تاريخ ويكيبيديا حتى تلك النقطة. انهار برنامج AOL Instant Messenger لمدة 40 دقيقة. ذكرت حوالي 15% من مشاركات Twitter (5000 تغريدة في الدقيقة) جاكسون بعد انتشار الخبر، مقارنة بنسبة 5% تم تذكرها على أنها ذكرت الانتخابات الإيرانية أو وباء الأنفلونزا الذي احتل عناوين الصحف في وقت سابق من العام. بشكل عام، تراوحت حركة مرور الويب من 11% إلى 20% على الأقل أعلى من المعتاد. قامت MTV وBET ببث ماراثون لمقاطع الفيديو الموسيقية لجاكسون.
تم بث عروض خاصة عن جاكسون على عدة محطات تلفزيونية حول العالم. أضاف المسلسل البريطاني EastEnders مشهدًا في اللحظة الأخيرة إلى حلقة 26 يونيو، حيث ناقشت الشخصية دينيس جونسون الأخبار مع باتريك ترومان. المجلات بما في ذلك الطبعات التذكارية المنشورة الوقت. تم قطع المشهد الذي ظهر فيه شقيقة جاكسون، لا تويا، من فيلم Brüno احترامًا لعائلة جاكسون.
وفقًا لتحليل نشرته Global Language Monitor (GLM)، بعد 72 ساعة من وفاته، أصبح جاكسون هو تاسع أكثر الأخبار التي يتم تغطيتها في وسائل الإعلام المطبوعة والإلكترونية العالمية. بالنسبة للإنترنت ووسائل التواصل الاجتماعي، احتل جاكسون المرتبة الثانية بعد انتخاب الرئيس باراك أوباما. ناقش المعلقون عمل جاكسون و «شخصيته المأساوية العميقة». قال يان مويكس، كاتب العمود في صحيفة Le Figaro، إنه على الرغم من أن جاكسون، مثله مثل ممشى القمر الشهير، عاش الحياة في الاتجاه المعاكس، فإن العالم عند وفاته يذرف «دموعًا متطابقة وعالمية».
وجد استطلاع أجراه مركز بيو للأبحاث أن ثلثي الأمريكيين يعتقدون أن تغطية وفاة جاكسون كانت مفرطة بينما شعر 3% أنها غير كافية. في المملكة المتحدة، تلقت بي بي سي أكثر من 700 شكوى من مشاهدين اعتقدوا أن موته سيطر على الأخبار. في 29 يونيو، قال المعلق الأمريكي المحافظ راش ليمبو إن التغطية كانت «وصمة عار مروعة» وقدم دعمه للوزراء الناشطين جيسي جاكسون وآل شاربتون، اللذين كانا يقاتلان لوقف تكهنات الصحافة حول سبب الوفاة. المحافظون الآخرون، بمن فيهم المعلق بيل أورايلي وعضو الكونجرس بيتر تي كينج، رفضوا أيضًا تلقي اهتمام وسائل الإعلام بشأن وفاة جاكسون. في غضون ذلك، وصف الرئيس الفنزويلي، هوغو شافيز، وفاة نجم البوب بأنها «أخبار مؤسفة»، لكنه انتقد قناة CNN لتغطيتها للوفاة بشكل أكبر من انقلاب هندوراس.
في عام 2009، دفعت عائلة جاكسون لشركة التسويق عبر وسائل التواصل الاجتماعي uSocial.net لزيادة عدد المتابعين على ملف تعريف جاكسون على Twitter. وفقًا لصحيفة New York Daily News تم التعاقد مع uSocial لإيصال 25000 متابع إلى الحساب.

### رد فعل الجمهور والسياسيين

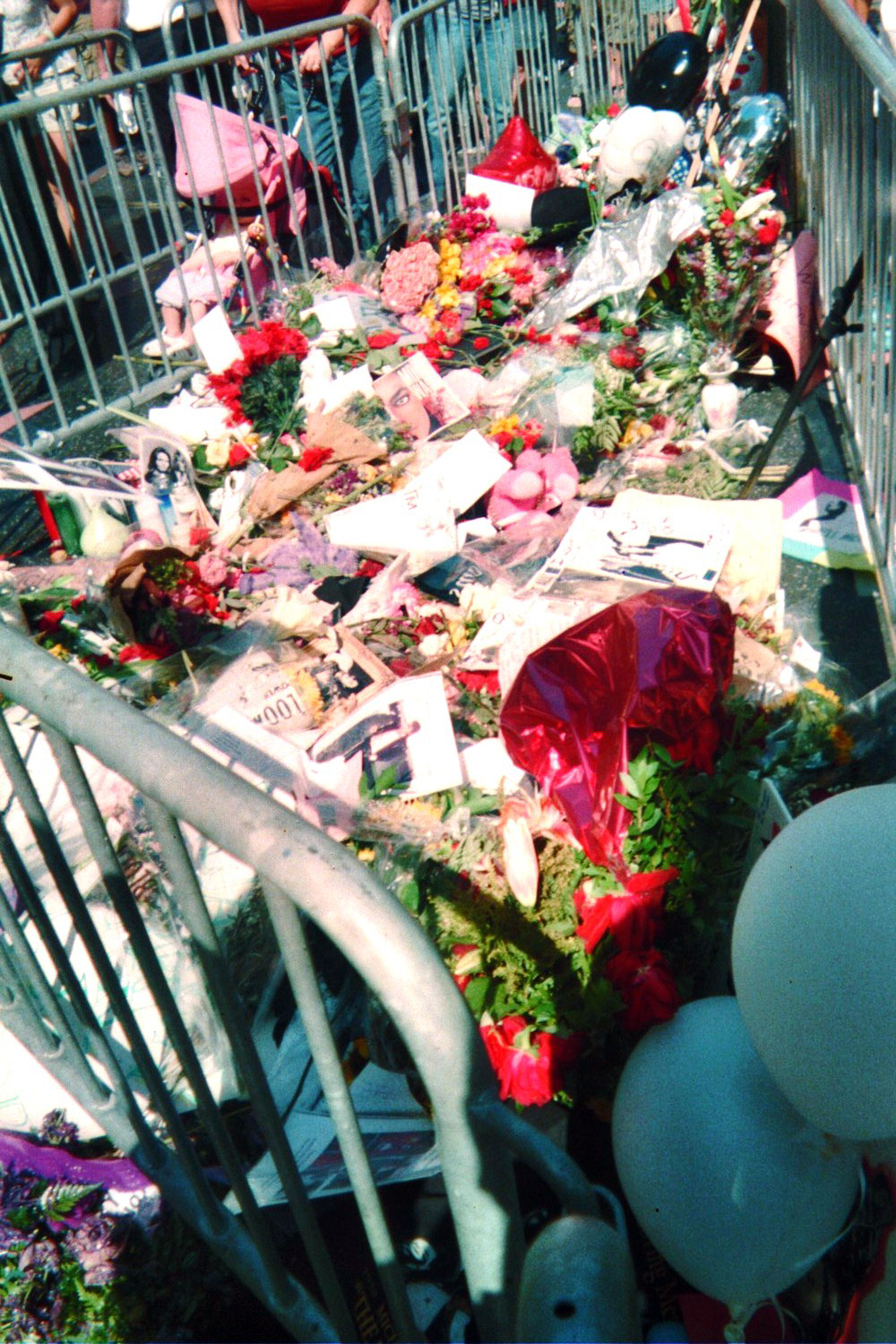
أصبح نجم جاكسون في ممشى المشاهير في هوليوود نقطة محورية للحزن العام.

أثارت أنباء وفاة جاكسون موجة من الحزن في جميع أنحاء العالم. تجمع المشجعون خارج المركز الطبي بجامعة كاليفورنيا في لوس أنجلوس، نيفرلاند رانش، ومنزله في هولمبي هيلز، ومنزل عائلة هايفينهورست جاكسون في إنسينو، ومسرح أبولو في نيويورك، وفي هيتسفيل بالولايات المتحدة الأمريكية، مقر موتاون القديم في ديترويت حيث بدأت مسيرة جاكسون المهنية، والآن موتاون متحف. وأغلقت الشوارع المحيطة بالمستشفى. تجمع حشد صغير، بما في ذلك عمدة المدينة، خارج منزل طفولة جاكسون في غاري، حيث تم رفع العلم على قاعة المدينة على نصف الموظفين تكريما له. تجمع المشجعون في هوليوود في البداية حول نجم ممشى المشاهير لمايكل جاكسون آخر، حيث لم يتمكنوا من الوصول إلى نجم جاكسون، الذي تم تغطيته مؤقتًا بالمعدات الموجودة في العرض الأول لفيلم Brüno. تم نقل المعجبين الحزينين والتكريم من نجم المذيع الحواري في اليوم التالي.
من أوديسا إلى بروكسل وما بعدها، عقد المشجعون تجمعاتهم التذكارية الخاصة. بعث الرئيس الأمريكي باراك أوباما برسالة تعزية إلى عائلة جاكسون، ووقف مجلس النواب دقيقة صمت. صرح أوباما لاحقًا أن جاكسون «سوف يُدرج في التاريخ كواحد من أعظم فناني الترفيه لدينا». قال رئيس جنوب إفريقيا السابق نيلسون مانديلا إن خسارة جاكسون ستشعر بها جميع أنحاء العالم.
وفي اليابان قال وزير الشؤون الداخلية والاتصالات تسوتومو ساتو للصحفيين «أشعر بالحزن لأنني شاهدته منذ أن كان عضوا في جاكسون فايف». وزير الدفاع ياسوكازو حمادة عزا إليه الفضل في بناء جيل بموسيقاه. ووصف وزير الصحة ييتشي ماسوزو الوفاة بأنها «خسارة مأساوية للغاية».
في المملكة المتحدة، قال المتحدث باسم رئيس الوزراء جوردون براون: «هذه أنباء محزنة للغاية بالنسبة لملايين المعجبين بمايكل جاكسون في بريطانيا وحول العالم». وقال زعيم المعارضة المحافظة ديفيد كاميرون: «أعرف أن معجبي مايكل جاكسون في بريطانيا وحول العالم سيكونون حزينين اليوم. على الرغم من الخلافات، كان فنانًا أسطوريًا».
تجمع المشجعون الروس خارج السفارة الأمريكية في موسكو حدادا. قال وزير الثقافة الفرنسي فريديريك ميتران: "لدينا جميعًا مايكل جاكسون بداخلنا". قالت إليزابيث تايلور، وهي صديقة قديمة، إنها لا تستطيع تخيل الحياة بدونه. قالت ليزا مينيلي لشبكة سي بي إس: "عندما يأتي تشريح الجثة، سوف ينفجر كل الجحيم، لذا نشكر الله أننا نحتفل به الآن." ذكرت شقيقته لا تويا أن ابنته قالت إنه يعاني من إرهاق. نُقل عن لا تويا قولها: "قالت،" لا، أنت لا تفهم. استمروا في العمل معه ولم يرغب أبي في ذلك، لكنهم عملوه باستمرار '. شعرت بسوء شديد ".

### التأبينات

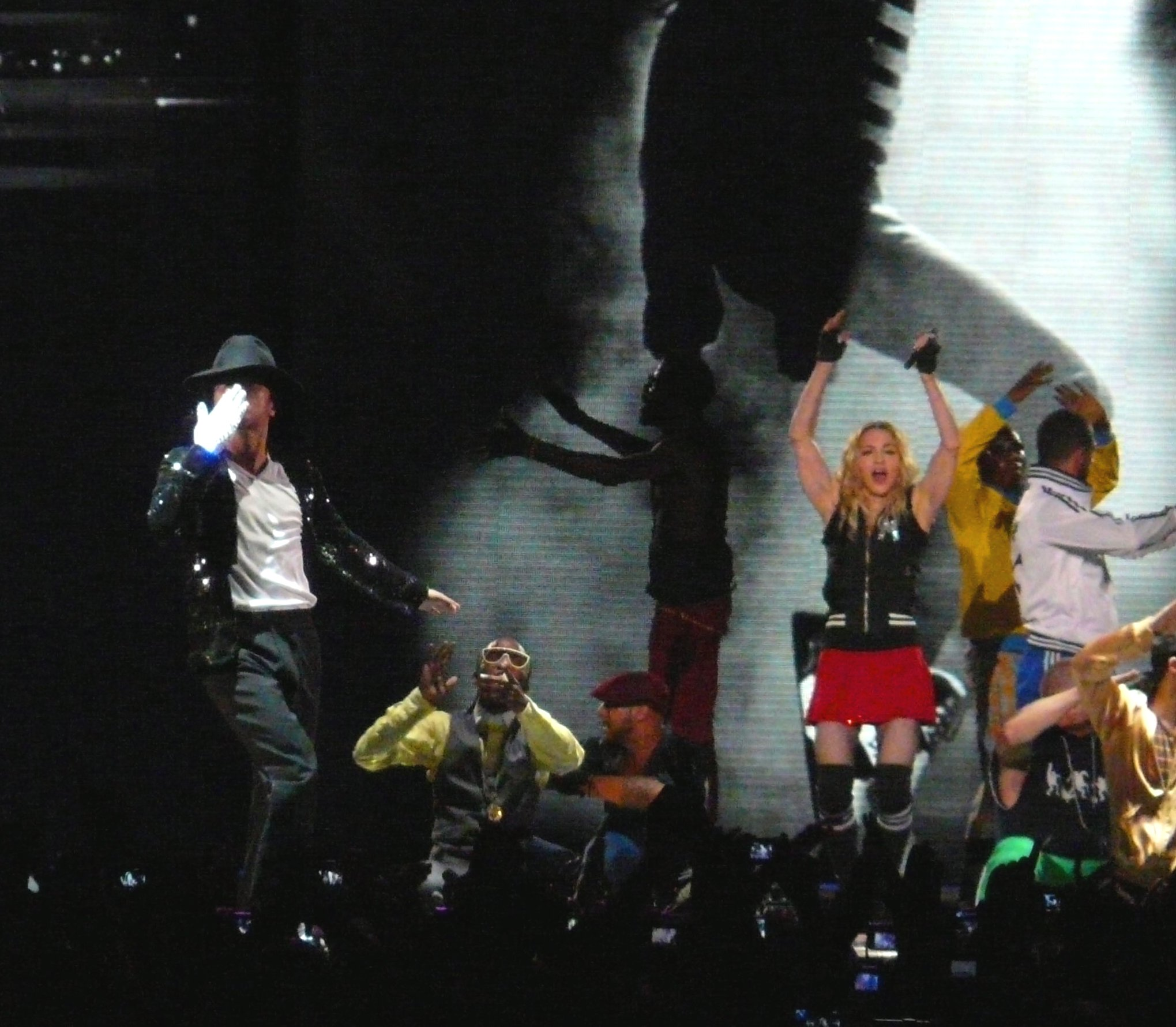
خلال المرحلة الثانية من جولة Madonna's Sticky & Sweet Tour في يوليو 2009، قامت هي ومقلد جاكسون بأداء مجموعة متنوعة من أغاني جاكسون بينما عُرضت صور جاكسون على شاشة خلفهما.

في 30 يونيو 2009، كرست فرقة U2 أثناء أدائها أول عرض لها في جولة U2 360 في برشلونة أغنية " Angel of Harlem " لجاكسون. غنى مطرب U2 Bono أبيات من " Man in the Mirror " و «Don't Stop" Til You Get Enough» في نهاية الأغنية. في 10 يوليو 2009، حضر ستة آلاف معجب تكريمًا موسيقيًا في مسقط رأس جاكسون في غاري بولاية إنديانا. نظم فنانون محليون مزيجًا من أغانيه، وكشف العمدة رودولف إم كلاي عن نصب تذكاري طوله سبعة أقدام. خاطب جيسي جاكسون الحشد قائلاً: «هذا هو المكان الذي تعلم فيه مايكل الرقص، حيث تعلم الغناء، حيث تعلم التضحية.» في اليوم التالي لوفاة جاكسون، أصدر مغني الراب The Game أغنية تحية بعنوان «أفضل على الجانب الآخر»، من إنتاج دي جي خليل وتضم غناء ديدي، وكريس براون، وبولو دا دون، وماريو وينانز، وآشر، وبويز الثاني مين. سجلت مجموعة متنوعة من الفنانين الآخرين التكريم، بما في ذلك 50 Cent، LL Cool J، وRobbie Williams، وAkon وعازف الجيتار Buckethead.
في 26 يونيو، أشاد فنانون من بينهم فاريل ويليامز وليلي ألين بجاكسون في مهرجان غلاستونبري بالمملكة المتحدة. ارتدى ألين قفازًا أبيض واحدًا (مظهر مميز لجاكسون)، بينما غطت فرقة ستريتس غلاف «بيلي جين». استمرت تكريم جاكسون في المهرجان خلال عطلة نهاية الأسبوع. في 5 يوليو 2009، قامت مادونا بأداء مجموعة متنوعة من أغاني جاكسون خلال جولة Sticky &amp; Sweet Tour، بينما أدى أحد منتحلي شخصية جاكسون رقصات جاكسون المميزة وتم عرض صور جاكسون خلفهم. قدمت بيونسيه نسخة موسعة من " Halo "، وخصصتها لجاكسون في عروض مختلفة أثناءها I Am... رحلة حول العالم.
تشمل أعمال موسيقى الميتال وهارد روك التي أدت أغاني جاكسون تكريمًا لها ميتاليكا، كريس كورنيل، ستيف فاي وآندي تيمونز، إكستريم، وسي كي واي. كتب باكثيد أغنية بعنوان " The Homing Beacon " مستوحاة من فيلم Captain EO للمخرج جاكسون. جاءت بيانات التكريم من موسيقيي الروك بمن فيهم عازف قيثارة جوداس كاهن إيان هيل، عازف الجيتار الملكة بريان ماي، أعضاء بلاك ساباث، سيباستيان باخ، أليس كوبر، جيف تيت من كوينزروش، إدي فان هالين (الذي عمل مع جاكسون أثناء تسجيل الإثارة) وسلاش (الذي عزف على الجيتار في أغنية جاكسون المنفردة " Give In to Me "). في أكتوبر 2013، تم إصدار ألبوم تحية يضم أعضاء حاليين وسابقين في Iron Maiden وKiss وMotörhead و Testament وGuns N 'Roses و Fozzy و Quiet Riot وDio و Whitesnake و Mr.
في اليوم التالي لوفاة جاكسون، أعلن عمدة ريو دي جانيرو أن المدينة ستقيم تمثالًا له في فافيلا دونا مارتا. زار جاكسون المجتمع في عام 1996 وصوّر مقطع فيديو موسيقيًا لـ «هم لا يهتمون بنا» هناك. وقال العمدة إن جاكسون ساعد في تحويل المجتمع إلى «نموذج للتنمية الاجتماعية». أقيمت النصب التذكارية في مواقع متنوعة مثل طوكيو، بوخارست وباكو، أذربيجان. في مديات، تركيا، أقيمت صلاة الجنازة، ووزعت خوذة جنازة تقليدية.
تم بث الفيديو الموسيقي لأغنية " Do the Bartman "، وهي أغنية من عائلة Simpsons شارك في كتابتها جاكسون، قبل إعادة عرض حلقة The Simpsons في 28 يونيو. ظهرت على بطاقة عنوان تكريما لجاكسون. تم بث حلقة عائلة سمبسون عام 1991 " Stark Raving Dad "، والتي لعبها جاكسون كضيف، على قناة Fox في 5 يوليو. تم بث الحلقة على الكوميديا المركزية الهولندية في اليوم التالي لوفاته وكانت مخصصة لذكرى جاكسون. تمت إعادة عرض فيلمه The Wiz عام 1978 (الذي شارك فيه مع ديانا روس وريتشارد بريور) لفترة وجيزة بتنسيق 35 ملم نادر وعُرض في مسرح هوليوود على شرفه. كما أعيد إصداره قبل أسبوع من إطلاق فيلم This Is It لمايكل جاكسون في مدن مختارة. افتتحت مادونا حفل توزيع جوائز MTV Video Music Awards لعام 2009 بخطاب عن مايكل جاكسون. ظهرت جانيت جاكسون في VMAs لتكريم شقيقها وتكريم مسيرته المهنية. تم تكريمه بجائزة الإنجاز مدى الحياة بعد وفاته خلال حفل توزيع جوائز جرامي السنوي الثاني والخمسين في 31 يناير 2010. ظهر جاكسون في حفل توزيع جوائز الأوسكار السنوي الثاني والثمانين "In Memoriam".

### مبيعات قياسية
زادت مبيعات جاكسون القياسية بشكل كبير، ثمانين ضعفًا بحلول 29 يونيو، وفقًا لـ HMV. قال بيل كار من أمازون إن الموقع باع جميع أقراص جاكسون وجاكسون المدمجة 5 في غضون دقائق من صدور الأخبار، وتجاوز هذا الطلب طلب إلفيس بريسلي وجون لينون بعد وفاتهما المفاجئة. في اليابان، صنعت ستة من ألبوماته مخطط SoundScan Japan لأفضل 200 ألبوم، وفي بولندا، تصدرت Thriller 25 مخطط الألبوم الوطني وحل محله ملك البوب في الأسبوع التالي.
في أستراليا، احتل 15 ألبومًا من ألبوماته أعلى 100 ARIA اعتبارًا من 5 يوليو، أربعة منهم في المراكز العشرة الأولى، مع احتلال ثلاثة منهم المراكز الثلاثة الأولى. كان لديه 34 أغنية فردية في قائمة أفضل 100 أغنية فردية، بما في ذلك أربعة في المراكز العشرة الأولى. كانت مبيعات الألبوم 62,015 للأسبوع السابق ؛ الفردي أحصى 107821 وحدة. في الأسبوع الثاني، ارتفعت مبيعات الألبوم عن الأسبوع السابق وبلغت 88650 نسخة. في 12 يوليو، كانت أربعة ألبومات في المراكز العشرة الأولى مع احتلال ثلاثة منها المراكز الثلاثة الأولى. في نيوزيلندا، تصدرت Thriller 25 الرسم البياني. في ألمانيا، تصدرت King of Pop مخطط الألبوم، ومن 28 يونيو إلى 4 يوليو، احتلت تسعة من ألبوماته قائمة أفضل 20 ألبومات في CAPIF في الأرجنتين. في أفضل 100 ألبوم أوروبي في Billboard، دخل التاريخ بثمانية من ألبوماته في المراكز العشرة الأولى. اعتبارًا من 3 أغسطس، أمضى King of Pop أربعة أسابيع على قمة مخطط Billboard لأفضل 100 ألبوم في أوروبا. أمضت المجموعة أيضًا أسبوعين فوق نفس الرسم البياني.
في المملكة المتحدة، يوم الأحد بعد وفاته، احتلت ألبوماته 14 من أفضل 20 مكانًا على مخطط مبيعات Amazon.co.uk، مع Off the Wall في الأعلى. وصل Number Ones إلى أعلى مخطط ألبوم UK، واحتلت ألبومات الاستوديو الخاصة به المرتبة الثانية إلى المرتبة الثامنة في أفضل ألبومات iTunes Music Store. ستة من أغنياته مرتبة في أعلى 40: " Man in the Mirror " (11)، " Thriller " (23)، " Billie Jean " (25)، " Smooth Criminal " (28) "،" Beat It "(30))، و " أغنية الأرض " (38). في يوم الأحد التالي، تم تصنيف 13 أغنية من أغاني جاكسون ضمن أفضل 40 أغنية، بما في ذلك أغنية "Man in the Mirror" التي وصلت إلى المرتبة الثانية. حطم الرقم القياسي لروبي موراي لعام 1955 من خمس أغنيات في أفضل 30 أغنية. تصدرت فرقة The Essential Michael Jackson مخطط الألبوم، مما منح جاكسون الألبوم الثاني رقم واحد في عدة أسابيع. كان لديه خمسة من أفضل عشرة ألبومات في مخطط الألبوم. في مبيعات الأسبوع الثالث، احتفظ The Essential Michael Jackson بالمركز الأول واحتفظ جاكسون بثلاثة مناصب أخرى ضمن المراكز الخمسة الأولى. بحلول 3 أغسطس، باع جاكسون 2 مليون سجل وقضوا ستة أسابيع متتالية على قمة مخطط الألبوم. احتفظ بالمركز الأول في مخطط الألبوم للأسبوع السابع على التوالي.
في الولايات المتحدة، حطم جاكسون ثلاثة أرقام قياسية في تاريخ إصدار بيلبورد الأول الذي أعقب وفاته. أبرزت المراكز التسعة الأولى في قائمة أفضل ألبومات البوب في بيلبورد ' مرتبطة به. بحلول الأسبوع الثالث، ستكون أعلى 12 منصبًا بالكامل. كان Number Ones هو الألبوم الأكثر مبيعًا لهذا الأسبوع وتصدر قائمة الكتالوجات بمبيعات بلغت 108000، بزيادة قدرها 2340 بالمائة. باع The Essential Michael Jackson (2) و Thriller (3) أكثر من 100,000 وحدة. العناوين الأخرى على الرسم البياني هي Off the Wall (4) و Jackson Five's Ultimate Collection (5) و Bad (6) و Dangerous (7) و HIStory: Past، Present and Future - Book I (8) and Jackson's Ultimate Collection (9). بشكل جماعي، باعت ألبوماته المنفردة 422000 نسخة في الأسبوع التالي لوفاته، و 800000 نسخة في أول أسبوع كامل، و 1.1 مليون نسخة في الأسبوع التالي من حفل تأبينه. لقد حطم أيضًا رقمًا قياسيًا في مخطط أفضل الألبومات الرقمية، مع ستة من أفضل 10 فتحات، بما في ذلك المراكز الأربعة الأولى بأكملها. في مخطط الأغاني الرقمية الساخنة، وضع سجلًا لـ 25 أغنية في قائمة 75 موقفًا. في الولايات المتحدة، أصبح جاكسون أول فنان يبيع أكثر من مليون تنزيل في الأسبوع، مع 2.6 مليون مبيعات.
بحلول 5 أغسطس، باع جاكسون ما يقرب من 3.8 مليون ألبوم و 7.6 مليون أغنية في عدد الولايات المتحدة كان الألبوم الأكثر مبيعًا لستة أسابيع من أصل سبعة أسابيع التي أعقبت وفاته. بحلول نهاية العام في عام 2009، أصبح جاكسون هو الفنان الأكثر مبيعًا لهذا العام حيث قام ببيع 8.2 مليون ألبوم في الولايات المتحدة كما أصبح أول فنان في التاريخ يمتلك أربعة من أفضل 20 ألبومًا مبيعًا في عام واحد في الولايات المتحدة، حيث ضاعفت مبيعات أقرب منافسيه تقريبًا. كان جاكسون أيضًا ثالث أفضل فنان رقمي مبيعًا لعام 2009 في الولايات المتحدة، حيث باع ما يقرب من 12.35 مليون وحدة. في الأشهر الـ 12 التي تلت وفاته، باع جاكسون تسعة ملايين ألبوم في الولايات المتحدة، و 35 مليون ألبوم في جميع أنحاء العالم. كما حققت ممتلكاته عائدات بلغت مليار دولار. في عام 2010، وقعت شركة Sony Music Entertainment صفقة بقيمة 250 مليون دولار أمريكي مع ملكية جاكسون للاحتفاظ بحقوق توزيع تسجيلاته حتى عام 2017 ولإصدار سبعة ألبومات بعد وفاته على مدار العقد التالي لوفاته.

## الدفن

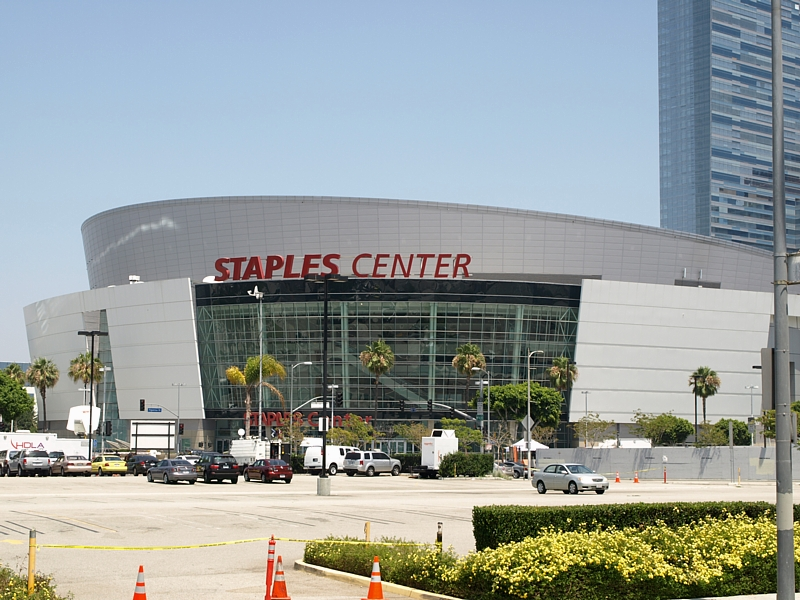
شاهد ما يقرب من مليار مشاهد حفل تأبين عند ستيبلز سينتر

بلغت تكلفة جنازة جاكسون مليون دولار، بما في ذلك 590 ألف دولار لسرداب جاكسون. 11.716 دولارًا أمريكيًا لدعوات الضيوف ؛ 30000 دولار للسيارات الأمنية والسيارات الفاخرة ؛ 16000 دولار لبائع الزهور. و 15000 دولار لمنظم الجنازة. خططت عائلة جاكسون للجنازة. وقال هوارد ويتسمان، محامي منفذي العقارات، إن عمر جاكسون «الأكبر من الحياة» يضاهي سخاء الجنازة.
تم دفن بقايا جاكسون في قسم هولي تيراس في حديقة ضريح غريت لاون التذكارية، وهي مقبرة في غليندال، كاليفورنيا. الضريح منشأة آمنة لا يمكن لعامة الناس الوصول إليها أو لوسائل الإعلام، إلا على أساس محدود للغاية. القبو غير المميز، والذي يظهر جزئيًا عند المدخل الملون لضريح هولي تيراس، مغطى بالزهور التي يغادرها المشجعون، والتي وضعها حراس الأمن خارج القبو. كانت الأسرة قد فكرت في دفن جاكسون في مزرعة نيفرلاند. ومع ذلك، اعترض بعض أفراد الأسرة على الموقع، قائلين إن المزرعة كانت ملوثة بمحاكمة عام 2005 ومداهمات الشرطة للممتلكات. أيضًا، كان يتعين على مالكي المزرعة الخضوع لعملية ترخيص مع حكومة المقاطعة والولاية قبل إنشاء مقبرة في الموقع. في يوليو 2010، تم تعزيز الأمن في الضريح بسبب التخريب من قبل المشجعين الذين تركوا رسائل مثل «حافظ على الحلم على قيد الحياة» و «اشتقت لك يا الملاك الجميل» بالحبر الدائم.